# Paulo Costanzo
Pour les articles homonymes, voir Costanzo.
Paulo Costanzo, né le 21 septembre 1978 à Brampton (Ontario), est un acteur canadien.
Il est principalement connu pour ses rôles dans les séries télévisées Joey, Royal Pains et Designated Survivor.

## Biographie
Paulo Costanzo est né et a grandi à Brampton au Canada. Il est le fils d'un père artiste d'origine italienne et d'une mère chanteuse d'origine juive. Dès son plus jeune âge, il baigne dans une atmosphère artistique : sa mère écrit et chante ses propres chansons, et a même fait un album. En ce qui le concerne, c'est plutôt la comédie qui l'attire. Et dès son adolescence, Costanzo joue dans les pièces organisées par son lycée, dont West Side Story, où il interprète Tony.

## Carrière
Costanzo se tourne vers des rôles à la télévision juste après le lycée. Dans son jeune parcours à la télévision et au cinéma, il se distingue surtout par ses rôles dans des productions pour ados. Après des téléfilms tels que The Don's Analyst (1997) et Rendez-vous à la Maison-Blanche (My Date With the President's Daughter) (1998), Costanzo joue le rôle d’un jeune adolescent juif se cachant des Allemands pendant la Seconde Guerre mondiale dans Stories of Courage (1997). Costanzo devient ensuite un des personnages récurrents de la série TV Animorphs (1998) et Psi Factor, chroniques du paranormal (1999), ce qui lui permet d'ajouter la science-fiction à son répertoire.
Il fait ses débuts sur le grand écran en 2000 dans Road Trip. En continuant dans les films plutôt tournés vers le jeune public, il tourne l'adaptation cinématographique de Josie and the Pussycats en 2001. En dépit de nombreuses tentatives, ce film n'aura pas le succès attendu auprès du public ciblé. Costanzo a néanmoins eu plus de succès au box-office en 2002 dans la comédie romantique 40 jours et 40 nuits, où il interprète l’ami du personnage principal. Quasi inconnu avant de faire ce film, il commence à gagner en notoriété lorsque 40 jours et 40 nuits remporte un énorme succès dans les salles, notamment auprès du jeune public.
Il obtient ensuite, en 2004, l'un des rôles principaux de Joey, le spin-off de Friends. Il y interprète Michael Tribbiani, le neveu de Joey.
Il joue dans la série Royal Pains, où il interprète Evan Ross Lawson, un comptable, frère du personnage principal.  
De 2017 à 2018, il incarne Lyor Boone, directeur de la communication de la Maison-Blanche, dans la série télévisée américaine Designated Survivor.

## Filmographie

### Cinéma
- 2000 : Road Trip : Rubin Carver
- 2002 : 40 jours et 40 nuits : Ryan
- 2003 : Le Casse : Stuart « Stu » Stein
- 2006 : Docteur Dolittle 3 : le coq (voix)
- 2008 : Splinter : Seth Belzer

### Séries télévisées
- 1998 - 2000 : Animorphs : Aximili-Esgarrouth-Isthil (21 épisodes)
- 2004 - 2006 : Joey : Michael Tribbiani (46 épisodes)
- 2009 - 2016 : Royal Pains : Evan R. Lawson (104 épisodes)
- 2014 : Esprits criminels : Shane Wyeth
- 2015 : The Expanse : Shed Garvy (7 épisodes)
- 2016 : The Night Of : Ray Halle (4 épisodes)
- 2017 : The Good Fight : Keith Fisk
- 2017- 2018 : Designated Survivor : Lyor Boone (22 épisodes)
- 2019 : FBI : Spencers Briggs
- 2022 : Upload : Matteo (6 épisodes)